# Phagnalon sordidum
 Phagnalon sordidum  (L.) Rchb., 1831 è una specie di pianta angiosperma dicotiledone della famiglia delle Asteraceae (sottofamiglia Asteroideae).

## Etimologia
Il nome scientifico della specie è stato definito dai botanici Carl Linnaeus (1707-1778) e Heinrich Gottlieb Ludwig Reichenbach (1793-1879) nella pubblicazione " Flora Germanica Excursoria" ( Fl. Germ. Excurs. 1(3): 224) del 1831.

## Descrizione
Habitus. La specie di questa voce ha un habitus di tipo erbaceo perenne con base legnosa. La forma biologica è camefita suffruticosa (Ch suffr), sono piante perenni e legnose alla base, con gemme svernanti poste ad un'altezza dal suolo tra i 2 ed i 30 cm (le porzioni erbacee seccano annualmente e rimangono in vita soltanto le parti legnose). I cauli di queste piante sono provvisti del floema, ma non di canali resiniferi; mentre i sesquiterpeni lattoni sono normalmente assenti (piante senza lattice).
Fusto. La parte aerea in genere è eretta, semplice o ramosa; i rami sono fioriti ed eretti (sono fogliosi in basso). Altezza media: 15 – 30 cm.
Foglie. Le foglie in genere sono disposte in modo alternato e sono brevemente picciolate o sessili. La lamina è intera ed ha delle forme lineari. Dimensione della lamina: 1 x 15 – 25 mm.
Infiorescenza. Le sinflorescenze sono composte da 2 - 6 capolini. Le infiorescenze vere e proprie sono formate da un capolino terminale peduncolato di tipo discoide (con fiori omogami) o disciforme (con fiori eterogami). I capolini sono formati da un involucro, con forme da cilindriche a piriformi, composto da diverse brattee, al cui interno un ricettacolo fa da base ai fiori. Le brattee, glabre a consistenza cartilaginea o cartacea, variegate di bruno e con forme ovate, sono disposte in modo più o meno embricato su più serie e possono essere connate alla base; talora possono avere un margine ialino. Il ricettacolo è nudo ossia senza pagliette a protezione della base dei fiori; la forma è piatta. Diametro dell'involucro: 3 – 4 mm.
Fiori.  I fiori sono tetra-ciclici (formati cioè da 4 verticilli: calice – corolla – androceo – gineceo) e pentameri (calice e corolla formati da 5 elementi). Sono inoltre tubulosi, attinomorfi e si distinguono in:
- fiori del disco esterni: sono molti su 1 – 3 serie; sono femminili e filiformi;
- fiori del disco centrali: sono pochi; sono ermafroditi.

In questo gruppo di piante i fiori radiati (ligulati o del raggio) sono assenti; a volte sono confusi con i fiori femminili (tubulosi) del disco esterno più o meno sub-zigomorfi con un lembo piatto e possono essere interpretati come fiori del raggio.
- Formula fiorale:

*/x K {\displaystyle \infty }, [C (5), A (5)], G 2 (infero), achenio
- Calice: i sepali del calice sono ridotti ad una coroncina di squame.
- Corolla: la forma della corolla normalmente è tubolare con 5 lobi (raramente 4); i lobi hanno una forma deltata o più o meno lanceolata. I colori della corolla sono giallo e giallo chiaro.
- Androceo: l'androceo è formato da 5 stami sorretti da filamenti generalmente liberi; gli stami sono connati e formano un manicotto circondante lo stilo; le teche (produttrici del polline) sono prive di sperone; le appendici apicali delle antere hanno delle forme piatte; il tessuto endoteciale (rivestimento interno dell'antera) è quasi sempre polarizzato (con due superfici distinte: una verso l'esterno e una verso l'interno). Il polline è di tipo echinato (con punte sporgenti) a forma sferica è formato inoltre da due strati di ectesine, mentre lo strato basale è spesso e regolarmente perforato (tipo “gnafaloide”).[6]
- Gineceo: l'ovario è infero uniloculare formato da 2 carpelli. Lo stilo (il recettore del polline) è intero o biforcato con due stigmi nella parte apicale. Gli stigmi hanno una ottusa; possono essere ricoperti da minute papille o avere dei penicilli apicali e dorsali. Le superfici stigmatiche sono separate.[6]
- Antesi: da giugno a luglio.

Frutti. I frutti sono degli acheni con pappo. Gli acheni sono piccoli a forma variabile da ellissoide a turbinata; la superficie è ricoperta di peli doppi allungati; il pericarpo può essere percorso longitudinalmente da 2 – 3 fasci vascolari. Il pappo in genere ridotto, è formato da setole capillari (piumose o barbate) connate in un anello e disposte sun una fila.

## Biologia
Impollinazione: l'impollinazione avviene tramite insetti (impollinazione entomogama tramite farfalle diurne e notturne).

Riproduzione: la fecondazione avviene fondamentalmente tramite l'impollinazione dei fiori (vedi sopra).

Dispersione: i semi (gli acheni) cadendo a terra sono successivamente dispersi soprattutto da insetti tipo formiche (disseminazione mirmecoria). In questo tipo di piante avviene anche un altro tipo di dispersione: zoocoria. Infatti gli uncini delle brattee dell'involucro (se presenti) si agganciano ai peli degli animali di passaggio disperdendo così anche su lunghe distanze i semi della pianta. Inoltre per merito del pappo il vento può trasportare i semi anche a distanza di alcuni chilometri (disseminazione anemocora).

## Distribuzione e habitat

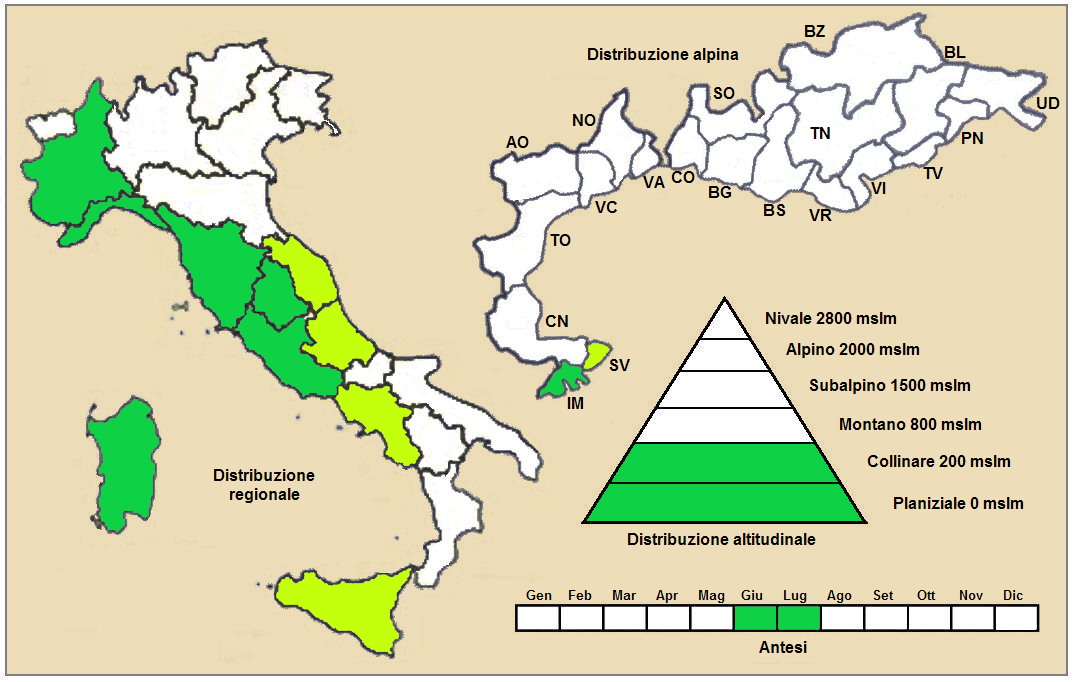
Distribuzione della pianta (Distribuzione regionale – Distribuzione alpina)

Geoelemento: il tipo corologico (area di origine) è Ovest - Mediterraneo.
Distribuzione: in Italia questa specie è comune e si trova su tutto il territorio. Fuori dall'Italia, sempre nelle Alpi, questa specie si trova in Francia. Sugli altri rilievi collegati alle Alpi è presente nel Massiccio Centrale e Pirenei.  Nel resto dell'Europa e dell'areale del Mediterraneo si trova nel Mediterraneo occidentale e Magreb.
Habitat: l'habitat preferito per queste piante sono le rupi e i muri. Il substrato preferito è calcareo ma anche calcareo/siliceo con pH basico, bassi valori nutrizionali del terreno che deve essere arido.
Distribuzione altitudinale: sui rilievi alpini, in Italia, queste piante si possono trovare fino a 600 m s.l.m.; nelle Alpi frequentano quindi i seguenti piani vegetazionali: collinare oltre a quello planiziale.

### Fitosociologia

#### Areale alpino
Dal punto di vista fitosociologico alpino Phagnalon sordidum appartiene alla seguente comunità vegetale:
Formazione: delle comunità delle fessure, delle rupi e dei ghiaioni.
Classe: Asplenietea trichomanis
Ordine: Asplenietalia glandulosi

#### Areale italiano
Per l'areale completo italiano Phagnalon sordidum appartiene alla seguente comunità vegetale:
Macrotipologia: vegetazione casmofitica, glareicola ed epifitica.
Classe: Asplenietea trichomanis (Br.-Bl. in Meier & Br.-Bl. 1934) Oberdorfer, 1977
Ordine: Asplenietalia glandulosi Br.-Bl. & Meier in Meier & Br.-Bl., 1934
Alleanza: Asplenion glandulosi Br.-Bl. & Meier in Meier & Br.-Bl., 1934
Descrizione. L'alleanza Asplenion glandulosi è relativa alle comunità delle rupi su calcare dei piani climatici del mediterraneo. La distribuzione di questa comunità è Mediterranea occidentale. Le comunità dell'Asplenion glandulosi hanno un ruolo pioniere, anche se hanno scarsissima probabilità evolutiva.
Specie presenti nell'associazione: Psoralea morisiana, Phagnalon saxatile, Umbilicus horizontalis, Euphorbia spinosa, Sedum dasyphyllum, Campanula macrorhiza, Chaenorhinum origanifoliumi, Jasione foliosa, Micromeria fruticosa, Narcissus calcicola, Asplenium petrarchae, Lavatera maritima, Melica bauhinii, Phagnalon sordidum, Teucrium flavum, Campanula affinis.

## Tassonomia
La famiglia di appartenenza di questa voce (Asteraceae o Compositae, nomen conservandum) probabilmente originaria del Sud America, è la più numerosa del mondo vegetale, comprende oltre 23.000 specie distribuite su 1.535 generi, oppure 22.750 specie e 1.530 generi secondo altre fonti (una delle checklist più aggiornata elenca fino a 1.679 generi). La famiglia attualmente (2021) è divisa in 16 sottofamiglie; la sottofamiglia Asteroideae è una di queste e rappresenta l'evoluzione più recente di tutta la famiglia.

### Filogenesi
Il genere di questa voce è descritto nella tribù Gnaphalieae (una delle 21 tribù della sottofamiglia Asteroideae) e in particolare nella sottotribù Relhaniinae. Da un punto di vista filogenetico, la tribù Gnaphalieae fa parte del supergruppo (o sottofamiglia) "Asteroideae grade"; l'altro è il supergruppo "Non-Asteroideae" contenente il resto delle sottofamiglie delle Asteraceae. All'interno del supergruppo è vicina alle tribù Senecioneae, Calenduleae, Astereae e Anthemideae.
La sottotribù Relhaniinae (Relhania Clade) è un gruppo formalmente riconosciuto appartenente alla grande tribù delle Gnaphalieae. Relhaniinae, da un punto di vista filogenetico, è divisa in due cladi; Phagnalon insieme ai generi appartiene al primo clade (tutti generi monofiletici). Phagnalon insieme al genere Pentatrichia formano un "gruppo fratello" con il resto del clade. "Pentatrichia" e "Phagnalon" condividono alcune sinapomorfie, come le lunghe antere caudate e i cuscini cerosi all'esterno dei lobi della corolla.
I caratteri distintivi per la specie  Phagnalon sordidum sono:
- le sinflorescenze sono formate da 2 - 6 capolini;
- i capolini sono sessili all'apice dei rami;
- le parti giovani sono bianco-tomentose.

Il numero cromosomico della specie è: 2n = 18.

### Variabilità
Per questa specie sono riconosciute le seguenti sottospecie:
- Phagnalon sordidum var. corsicum (Rouy) Gamisans, 1998 - Distribuzione: Corsica.
- Phagnalon sordidum var. sordidum - Distribuzione: Mediterraneo occidentale e Magreb.

### Sinonimi
Sono elencati alcuni sinonimi per questa entità:
- Baccharis sordida (L.) Desf.
- Conyza sordida  L.